# MMDA
MMDA (3-метокси-4,5-метилендиоксиамфетамин) — химическое соединение класса амфетаминов, эмпатоген и психоделик. Является аналогом лофофина, MDA и MDMA.
MMDA был описан Александром Шульгиным в его книге PiHKAL. Шульгин указывает диапазон дозировок MMDA как 100–250 мг. Первые эффекты появляются в течение 30–60 минут после перорального приема. MMDA вызывает эйфорию и любовное тепло, а также ослабляет такие чувства, как тревога и одиночество. MMDA также вызывает зрительные образы с закрытыми глазами, состояние сонливости, мышечную релаксацию и искажение времени. Побочные эффекты включают умеренный мидриаз, головокружение, ощущения жара или холода и тремор. Образы, как правило, реалистичны и часто связаны с повседневным восприятием людей, ландшафтов или предметов. Эффекты MMDA обычно достигают пика в течение первого часа после начальных эффектов и начинают ослабевать в течение второго часа и обычно полностью исчезают к концу пятого часа.

## Психотерапевтические действия
В своей книге 1973 года «Исцеляющее путешествие» Клаудио Наранхо исследовал психотерапевтический потенциал MMDA. Как и MDA, он обнаружил, что MMDA облегчает общение, и предположил, что он может иметь потенциальное применение в психотерапии. По состоянию на 2005 год во всем мире MMDA не был одобрен для применения у людей.

## Фармакология
Было показано, что MMDA действует как ненейротоксичный агент, высвобождающий серотонин, не оказывая влияния на высвобождение дофамина и, вероятно, норадреналина, а также как агонист рецептора 5-HT2A. Последнее свойство отвечает за его психоделические эффекты, тогда как первое опосредует его поднимающее настроение и эмпатогенное действие.

## Правовой статус
MMDA внесён в Список I Конвенции по психотропным веществам.